# Allium perdulce
Allium perdulce är en amaryllisväxtart som beskrevs av S.V.Fraser. Allium perdulce ingår i släktet lökar, och familjen amaryllisväxter.

## Underarter
Arten delas in i följande underarter:
- A. p. perdulce
- A. p. sperryi